# Nycticebus borneanus
Nycticebus borneanus es una especie de primate estrepsirrino del género Nycticebus (loris perezosos) nativa del sur de Borneo, en Tailandia. Antiguamente se le consideraba una subespecie o un sinónimo del lori perezoso de Borneo (Nycticebus menagensis), fue promovido a condición de especie en el año 2013 cuando un estudio de especímenes de museos y fotografías identificaron marcas faciales distintas, lo que ayudó a diferenciarse como una especie separada. Se distingue por su oscuridad, contrastando las características faciales, así como la forma y el ancho de las rayas de sus marcas faciales.
Al igual que con otros loris perezosos, esta especie arborícola y nocturna come principalmente insectos, goma de árbol, néctar y fruta y tiene una mordedura tóxica, una característica única entre los primates. Aunque todavía no está evaluada por la Unión Internacional para la Conservación de la Naturaleza (UICN), es probable que sea catalogado como vulnerable o colocado en una categoría de mayor riesgo cuando se valore su estado de conservación. Está amenazada principalmente por la pérdida de hábitat y el comercio ilegal de animales salvajes.

## Taxonomía y filogenia
N. borneanus es un primate estrepsirrino, de la especie loris perezosos (género Nycticebus) de la familia Lorisidae. Especímenes en museo de este animal han sido previamente identificados como el loris perezoso de Borneo (Nycticebus menagensis) , descrita por primera vez por el naturalista inglés Richard Lydekker en 1893 como Lemur menagensis.
En 1906, Marcus Ward Lyon, Jr. describió por primera vez el N. borneanus en el oeste de Borneo.
En 1953, todos los loris perezosos se agruparon en una sola especie, el Nycticebus coucang.
En 1971, estos datos fuero actualizados para distinguir al Nycticebus pygmaeus como especie, y reconociendo además cuatro subespecies, incluyendo al N. coucang, el loris perezoso de Borneo. A partir de entonces y hasta 2005, el N. borneanus fue considerado sinónimo del loris perezoso de Borneo, que fue elevado a nivel de especie (como el N. menagensis) en 2006, cuando el análisis molecular mostró que era genéticamente distinto del N. coucang.